# Премијер лига Фарских Острва у фудбалу
Премијер лига Фарских острва у фудбалу је прва фудбалска лига на Фарским Острвима. Највише титула до сада освојио је ХБ Торсхавн (22).
Званично лига је основана 1942. године, али фудбалски клубови право учешћа у европским такмичењима стичу тек 1993. године.

## Систем такмичења
Лига има 10 клубова. Игра се трокружно, 27 кола. Првопласирани клуб обезбеђује место у другом колу квалификација за УЕФА Лигу шампиона, док другопласирани и трећепласирани клуб играју у првом колу квалификација за УЕФА лигу Европе. На крају сваке године два последња тима испадају у другу лигу. 

## Клубови у сезони 2012.
| Клуб          | сезона 2011                        |
| ------------- | ---------------------------------- |
| ХБ Торсхавн   | 1                                  |
| Фуглафјердур  | 2                                  |
| Б36 Торсхавн  | 3                                  |
| Рунавик       | 4                                  |
| ЕБ Стрејмур   | 5                                  |
| Викингур Гота | 6                                  |
| Аргир         | 7                                  |
| КИ Клаксвик   | 8                                  |
| Б68 Тофтир    | 1. у Првој дивизији Фарских острва |
| Скала         | 2. у Првој дивизији Фарских острва |

## Прваци
| - 1942: КИ Клаксвик - 1943: ТВ Творојри - 1944: није одржано - 1945: ТВ Творојри - 1946: Б36 Торсхавн - 1947: Сорвагур - 1948: Б36 Торсхавн - 1949: ТВ Творојри - 1950: Б36 Торсхавн - 1951: ТВ Творојри - 1952: КИ Клаксвик - 1953: КИ Клаксвик - 1954: КИ Клаксвик - 1955: ХБ Торсхавн - 1956: КИ Клаксвик - 1957: КИ Клаксвик | - 1958: КИ Клаксвик - 1959: Б36 Торсхавн - 1960: ХБ Торсхавн - 1961: КИ Клаксвик - 1962: Б36 Торсхавн - 1963: ХБ Торсхавн - 1964: ХБ Торсхавн - 1965: ХБ Торсхавн - 1966: КИ Клаксвик - 1967: КИ Клаксвик - 1968: КИ Клаксвик - 1969: КИ Клаксвик - 1970: КИ Клаксвик - 1971: ХБ Торсхавн - 1972: КИ Клаксвик - 1973: ХБ Торсхавн | - 1974: ХБ Торсхавн - 1975: ХБ Торсхавн - 1976: ТВ Творојри - 1977: ТВ Творојри - 1978: ХБ Торсхавн - 1979: Фуглафердур - 1980: ТВ Творојри - 1981: ХБ Торсхавн - 1982: ХБ Торсхавн - 1983: Гота - 1984: Б68 Тофтир - 1985: Б68 Тофтир - 1986: Гота - 1987: ТВ Творојри - 1988: ХБ Торсхавн - 1989: Б71 Сандур | - 1990: ХБ Торсхавн - 1991: КИ Клаксвик - 1992: Б68 Тофтир - 1993: Гота - 1994: Гота - 1995: Гота - 1996: Гота - 1997: Б36 Торсхавн - 1998: ХБ Торсхавн - 1999: КИ Клаксвик - 2000: ВБ Вагур - 2001: Б36 Торсхавн - 2002: ХБ Торсхавн - 2003: ХБ Торсхавн - 2004: ХБ Торсхавн - 2005: Б36 Торсхавн | - 2006: ХБ Торсхавн - 2007: Рунавик - 2008: ЕБ Стрејмур - 2009: ХБ Торсхавн - 2010: ХБ Торсхавн - 2011: Б36 Торсхавн - 2012: ЕБ Стрејмур - 2013: ХБ Торсхавн - 2014: Б36 Торсхавн - 2015: Б36 Торсхавн - 2016: Викингур Гота - 2017: Викингур Гота - 2018: ХБ Торсхавн - 2019: КИ Клаксвик - 2020: ХБ Торсхавн - 2021: КИ Клаксвик - 2022: КИ Клаксвик |

### Успешност клубова
| Клуб          | Прваци |
| ------------- | ------ |
| ХБ Торсхавн   | 24     |
| КИ Клаксвик   | 20     |
| Б36 Торсхавн  | 11     |
| ТВ Творојри   | 7      |
| Гота          | 6      |
| Б68 Тофтир    | 3      |
| Викингур Гота | 2      |
| ЕБ Стрејмур   | 2      |
| Рунавик       | 1      |
| Фуглафердур   | 1      |
| Сорвагур      | 1      |
| ВБ Вагур      | 1      |
| Б71 Сандур    | 1      |

## Коефицијент УЕФА за првенства држава у сезони 2010/11.
- 47  (45) Премијер лига Јерменије
- 48  (52) Премијер лига Малте
- 49  (49) Премијер лига Северне Ирске у фудбалу
- 50  (48) Премијер лига Фарских острва
- 51  (50) Прва лига Луксембурга
- 52  (51) Прва лига Андоре
- 53  (53) Првенство Сан Марина
- Комплетна УЕФА ранг листа за 2010/11. годину